# Profondo nero
Profondo nero è una serie televisiva italiana prodotta dal 2015 al 2017 condotta da Carlo Lucarelli. È una serie dalle atmosfere noir che si addentra nei meandri più oscuri della mente criminale. La serie racconta i casi più eclatanti di cronaca nera che hanno segnato una svolta nella storia dell'Italia: una sorta di "prima volta" dopo la quale non siamo stati più gli stessi.

## Episodi
| Stagione         | Episodi | Prima TV |
| ---------------- | ------- | -------- |
| Prima stagione   | 6       | 2015     |
| Seconda stagione | 5       | 2016     |
| Terza stagione   | 5       | 2017     |

### Prima stagione
- La Vedova Nera del pavese
- Accecato dal sangue
- Assassino cerca moglie
- Un killer nel mirino
- Il mostro di Merano
- La saponificatrice di Correggio

### Seconda stagione
- Il mostro di Firenze
- L'affare Montesi
- Il caso Lavorini
- Rina Fort
- Franca Viola

### Terza stagione
- Francesca Alinovi
- Pietro Maso
- Milena Sutter
- Il delitto di Cogne
- I misteri di Alleghe